# Серафим из Монтегранаро
Святой Серафим из Монтегранаро (Серафино да Монтегранаро; итал. Serafino da Montegranaro, 1540[…], Монтегранаро, Марке — 12 октября 1604[…], Асколи-Пичено, Марке), в миру Феличе Рапаньяно (итал. Felice Rapagnano) — католический монах-капуцин, чудотворец.
Канонизирован в 1767 году папой Климентом XIII.

## Биография
Родился в 1540 году в Монтегранаро в семье бедных, но благочестивых родителей, каменщика Джироламо Рапаньяно и Теодоры Джованнуцци. Старший сын, Силенцио, пошёл по стопам отца и стал каменщиком, а худощавый и менее искусный Феличе нанялся к местному фермеру пастухом. Ему нравилось быть пастухом, поскольку у него всегда было время для молитвы. После смерти отца он вернулся домой, и брат попытался приобщить его к семейному делу. Все попытки оказались тщетными: он так и не научился гасить известь, но научился мириться с грубым отношением со стороны вспыльчивого брата.
Феличе вдохновлялся историями об отшельниках-аскетах, их постах и покаяниях. Подруга Луиза Ваннуччи из Лоро-Пичено воодушевила его поступить к капуцинам, поскольку лично знала нескольких монахов. Он немедленно отправился в Толентино и представился местному главе капуцинов, ожидая, что его примут в тот же день. Вместо этого его отправили домой, по всей вероятности, из-за возраста и слабого здоровья. В 1556 году он вновь попросил принять его в орден, и в этот раз принял его отправили в новициат в Ези.
Спустя год Феличе получил религиозное имя Серафим. При вступлении в орден он заметил: «У меня нет ничего, лишь распятие и чётки, но с ними я надеюсь принести пользу монахам и стать святым». Серафим с самого начала отличался простотой, смирением и послушанием, а также большим милосердием к бедным. Он особенно почитал Святое Таинство и Пресвятую Богородицу. Ему поручали служить привратником или квестором в различных мужских монастырях Марке, но большую часть жизни он провёл в Асколи-Пичено.
Умер в Асколи-Пичено рано утром 12 октября 1604 года.

## Прославление
Беатифицирован папой Бенедиктом XIII 18 июля 1729 года, канонизирован папой Климентом XIII 16 июля 1767 года. В папской булле о канонизации неграмотный и неуклюжий капуцин прославлялся как человек, который «умел читать и понимать великую книгу жизни, которой является наш Спаситель, Иисус Христос. По этой причине он заслуживает быть причисленным к ученикам Христовым».
День памяти — 12 октября.